# Incident de la grotte des Nègres

Situation de la ville de Nago près du village de Katsuyama sur l'île d'Okinawa.

L'incident de la grotte des Nègres est le meurtre de trois marines afro-américains, accusés de viols, par des habitants du village japonais de Katsuyama près de la ville de Nago sur l'île d'Okinawa après la bataille d'Okinawa en 1945, peu de temps avant la fin de la Seconde Guerre mondiale. Leurs corps furent cachés dans une grotte et l'incident fut tenu secret jusqu'en 1997. Depuis les meurtres, la grotte était appelée Kurombo Gama par les autochtones, ce qui peut se traduire en français par la grotte des Nègres.

## Contexte
Des habitants du village de Katsuyama sur Okinawa clamaient être victimes d'agressions sexuelles. Selon eux, trois soldats américains venaient au village chaque fin de semaine et forçaient les hommes à leur remettre leurs épouses pour les violer.

## L'attaque
Des décennies plus tard, les villageois révélèrent que les marines se sentaient tellement supérieurs aux Japonais qu'ils venaient souvent au village sans armes. Profitant de ce fait, les villageois organisèrent une embuscade avec l'aide de deux soldats japonais qui s'étaient cachés dans la jungle environnante. Shinsei Higa, un instituteur à la retraite, qui avait seize ans à l'époque, se souvient : « je n'ai pas vu les meurtres parce que je m'étais caché dans les montagnes, mais j'ai entendu cinq ou six coups de feu puis beaucoup de bruit de pas et de l'agitation. En fin d'après-midi, nous sommes descendus des montagnes et tout le monde a compris ce qui s'était passé ».
Pour éviter une répression de l'armée américaine, les corps furent déposés dans une grotte locale à 15 mètres de l'entrée. Depuis lors, la cavité était appelée Kurombo Gama, ce qui peut se traduire par la grotte des Nègres.
Pendant l'été 1945, comme les victimes n'étaient pas revenues à leurs bases, elles furent inscrites comme déserteurs possibles. Un an plus tard, sans avoir élucidé leur absence, l'armée américaine les déclara « disparues ».

## Découverte
Kijun Kishimoto, un habitant de Katsuyama, avait presque trente ans au moment de l'incident. Il ne se trouvait pas au village au moment de l'embuscade. Dans une interview, il déclara : « Les gens avaient très peur des représailles des Américains s'ils découvraient ce qu'il s'était passé alors ils décidèrent de garder l'incident secret pour protéger le village ».
Finalement, la conscience de Kishimoto l'amena à contacter Setsuko Inafuku, un guide touristique travaillant pour la base aérienne de Kadena sur l'île, qui recherchait les soldats morts pendant la guerre. En juin 1997, les deux hommes se mirent à la recherche de la fameuse grotte mais il ne la trouvèrent pas avant qu'une tempête n'abatte l'arbre qui cachait l'entrée. La police japonaise fut informée de l'affaire mais elle garda l'information secrète pendant plusieurs mois pour protéger les personnes qui avaient découvert les corps.
Finalement avertie, l'armée américaine identifia les hommes de 19 ans grâce à leurs empreintes dentaires comme ceux qui avaient disparu en 1945. Leurs noms étaient James D. Robinson de Savannah, John M. Smith de Cincinnati, et Isaac Stokes de Chicago.

## Conséquences
Après la bataille d'Okinawa, l'île fut occupée par l'administration civile américaine des îles Ryūkyū jusqu'en 1972. À cette date, le gouvernement américain restitua les îles au Japon. Mais d'après le traité de coopération mutuelle et de sécurité entre les États-Unis et le Japon, les forces américaines du Japon maintinrent des forces sur le territoire : 27 000 hommes, dont 15 000 marines, de l'armée, de la marine et l'armée de l'air et 22 000 membres de leurs familles furent stationnés à Okinawa. En raison de divers incidents, comme celui de 1995 ou 2008, beaucoup d'habitants d'Okinawa appelaient une révision des accords relatifs au statut des forces américaines au Japon.

## Source de la traduction
- (en) Cet article est partiellement ou en totalité issu de l’article de Wikipédia en anglais intitulé « Cave of the Negroes incident » (voir la liste des auteurs).